# Blues
Blues (tłum. smutek, rozpacz) – gatunek muzyczny oraz forma muzyczna wywodząca się ze społeczności Afroamerykanów z południa USA (tzw. głębokie południe, ang. Deep South).
Tematyka bluesa częstokroć skupia się wokół realistycznie ujętych relacji damsko-męskich (miłość, zazdrość, wierność, samotność). Niejednokrotnie poruszane są wątki podróży, pracy zarobkowej, wolności. W bluesowych tekstach obecny jest też krytyczny akcent społeczny, od nierówności rasowej po kwestie polityczne.
Podstawowymi instrumentami współczesnego bluesa są harmonijka ustna, gitara czy rzadziej instrumenty dęte lub pianino/fortepian – podczas gdy pierwotne odmiany tego gatunku wykorzystywały głównie prymitywne instrumenty perkusyjne (drumle, dzwonki) oraz efekt klaszczących dłoni.

## Historia bluesa
Pierwszą odmianą bluesa był tzw. blues wiejski (country blues), powstały w drugiej połowie XIX w. na południu USA na terenach stanów: Missisipi, Alabama, Luizjana, Georgia (i innych). Na początku XX w., poprzez emigrację Afroamerykanów z południa do miast północnych USA, blues stał się składnikiem folkloru miejskiego i tu zaczęła kształtować się jego nowa odmiana – urban blues.
Z czasem z początkowej formy czysto wokalnej blues zaczął przekształcać się w wokalno-instrumentalną pieśń śpiewaną z towarzyszeniem (najczęściej) gitary lub bandżo, aż wreszcie zaczęły powstawać bluesy instrumentalne (początkowo fortepianowe, potem orkiestrowe). Pod koniec pierwszej połowy XX w. w gettach murzyńskich wielkich miast amerykańskich narodziła się nowa odmiana bluesa, żywsza, bardziej spontaniczna i żywiołowa, utrzymana w szybszym tempie, określana jako rhythm and blues. Kilkanaście lat później ta właśnie odmiana, wchłonięta przez przemysł rozrywkowy i spopularyzowana w świecie białych, dała początek rock and rollowi, a przezeń całej późniejszej i rozwijającej się do dziś w różnych fazach muzyce rockowej i pokrewnej. W latach czterdziestych schemat bluesowy został zaadaptowany przez niektórych muzyków jazzowych, stając się istotnym nurtem w tej muzyce.

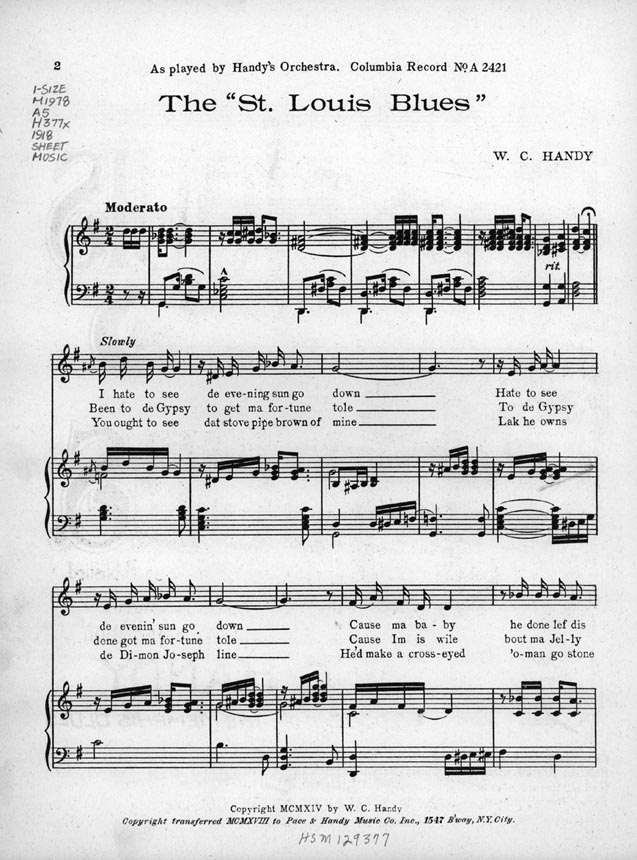
W.C. Handy – partytura St. Louis Blues

Źródeł bluesa można się dopatrywać m.in. w pieśniach pracy z okresu niewolnictwa Afroamerykanów, np. work song, oraz w takich przejawach folkloru osób czarnoskórych, jak np. zawołania ulicznych sprzedawców, kołysanki matek i piastunek, opowieści włóczęgów, zawodzenia żebraków, a także w murzyńskiej pieśni religijnej, np. gospel, powstałej ze zbiorowego czytania Biblii, powtarzania przez wiernych słów pastora lub księdza, śpiewnych zawołań do Boga, modlitw, zbiorowych żalów okolicznościowych (związanych z jakimiś ważnymi zdarzeniami lokalnymi), wyrażanych poprzez melodię, czasami i bez słów (np. słynne bluesowe zawodzenie niewidomego żebraka „Blind” Williego Johnsona „Noc była ciemna”). Powszechnie przyznaje się, że blues powstał z gospelsów i work songów Afroamerykanów, pracujących głównie na plantacjach bawełny w stanach południowych. W tekstach pieśni bluesowych znaleźć można bezpośrednią i prostolinijną opowieść o tym wszystkim, co dręczyło, zadziwiało, bolało i wzruszało śpiewaków bluesowych.
Blues nie był piosenką. Był grany do tańca i jeden utwór wykonywany był tak długo, dopóki ludzie tańczyli. Utwór bluesowy trwał zatem nawet i kilkanaście minut, a tekst składał się nieraz z kilkudziesięciu zwrotek tworzonych niezależnie przez bluesmanów, przy czym najlepsze były powtarzane przez właściwie wszystkich wykonawców. W muzyce folkowej nie istniały prawa autorskie. Ograniczenia aparatury nagrywającej zmuszały bluesmana do skondensowania utworu do trzech minut. Dokonywał on więc selekcji tekstu, aby zmieścić się w czasie. Ponieważ większość tekstów nie była zapisywana, tylko zapamiętywana, wiele zwrotek nie dotrwało do naszych czasów.
W latach 30. powstał styl zwany bluesem miejskim urban blues. Łączył wpływy bluesa z Delty z osiągnięciami pionierów techniki single note. Centrum stanowiło Chicago i muzycy zgromadzeni wokół wytwórni Bluebird Records. Na ogół były to kilkuosobowe składy z gitarą (jeszcze akustyczną), pianinem, coraz częściej harmonijką ustną i basem. Głównymi przedstawicielami byli gitarzyści Big Bill Broonzy, Tampa Red, Scrapper Blackwell, pianiści Leroy Carr, Big Maceo, Blind John Davis, Memphis Slim. Rosnące znaczenie miała harmonijka ustna, głównie za sprawą Sonny Boy Williamsona I czy Jazza Gilluma. W latach 30. powstał też pianistyczny styl boogie-woogie. Jego klasyczni przedstawiciele to Pete Johnson, Albert Ammons i Meade Lux Lewis.
Zaś na wybrzeżu, w St. Louis czy w Kalifornii w wyniku upadku wielkich orkiestr ery swingu rodził się rhythm and blues – bardziej rozrywkowa forma czarnej muzyki, korzystająca z brzmień i częściowo aranżacji zespołów jazzowych, ale kładąca nacisk na intensywną bluesową rytmikę i szorstkość. Wiodącą rolę mieli tam wokaliści, tzw. shouterzy, m.in. Big Joe Turner czy Jimmy Rushing, lub saksofoniści. Najwybitniejszym przedstawicielem tego pionierskiego okresu – który niemal dekadę później przerodził się w jump bluesa – był Louis Jordan.
W pierwszej połowie lat 40. objawił światu swój geniusz T-Bone Walker, pionier gitary elektrycznej. Jego technika i styl zrewolucjonizowały całą gitarową muzykę rozrywkową. Wpłynął niemal na każdego gitarzystę grającego na gitarze elektrycznej (pomijając technikę slide – tu podobną rolę odegrał Muddy Waters). Powojenne lata 40. były czasem dominacji West Coast Blues (blues Zachodniego Wybrzeża). Za ojca tego stylu uważa się właśnie T-Bone’a Walkera. Kontynuatorami byli Pee Wee Crayton, Lowell Fulson.
Na przełomie lat 40. i 50. za sprawą Muddy’ego Watersa i Williego Dixona zaczął kształtować się blues chicagowski. Jego specyficzność można najkrócej ująć jako silnie zelektryfikowany blues z Delty z niezwykle intensywnym akcentem rytmicznym. W zespole Watersa zaczynali swą karierę tak znani muzycy jak Jimmy Rogers, Otis Spann czy Little Walter. Little Walter jest też rewolucjonistą brzmienia harmonijki ustnej. To dzięki niemu harmonijka elektryczna do dziś jest symbolem brzmienia elektrycznego bluesa. Inni artyści należący do kanonu chicagowskiego bluesa to np. Elmore James, Robert Nighthawk, Howlin’ Wolf, Sonny Boy Williamson II, Junior Wells.

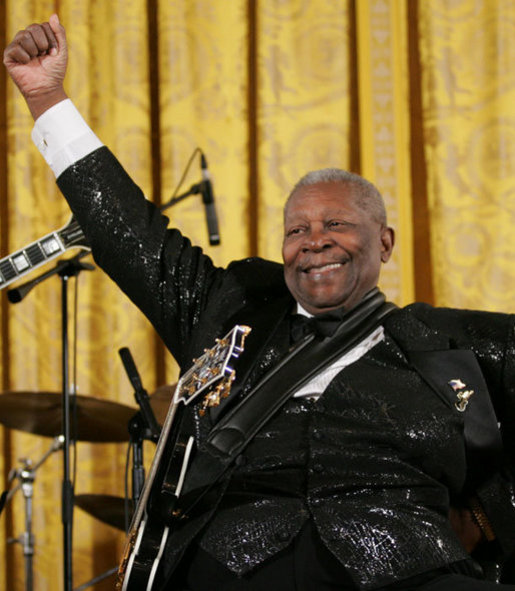
B.B. King z gitarą „Lucille”

W tym samym okresie działali muzycy rozwijający osiągnięcia T-Bone’a Walkera – Clarence Gatemouth Brown w Teksasie, Guitar Slim w Luizjanie, B.B. King w Memphis. Dzięki nim w połowie lat 50. w Chicago rozwinęli swój styl m.in. Buddy Guy, Magic Sam, Otis Rush, a także na początku Albert King. Wszyscy oni mieli wpływ na późniejszych gigantów muzyki rockowej, jak Eric Clapton, Jimmy Page, Jeff Beck, Jimi Hendrix.
W połowie lat 50. do białej publiczności dotarła uproszczona forma muzyki opartej na bluesie nazwana rock and roll. Jej najpopularniejszymi przedstawicielami byli Chuck Berry, Elvis Presley, Jerry Lee Lewis.
Lata 50., to czas największego rozwoju i popularności bluesa z Chicago. Wciąż jednak była to tylko muzyka Afroamerykanów, choć pierwsi bluesmani, m.in. Big Bill Broonzy, odwiedzili Europę.

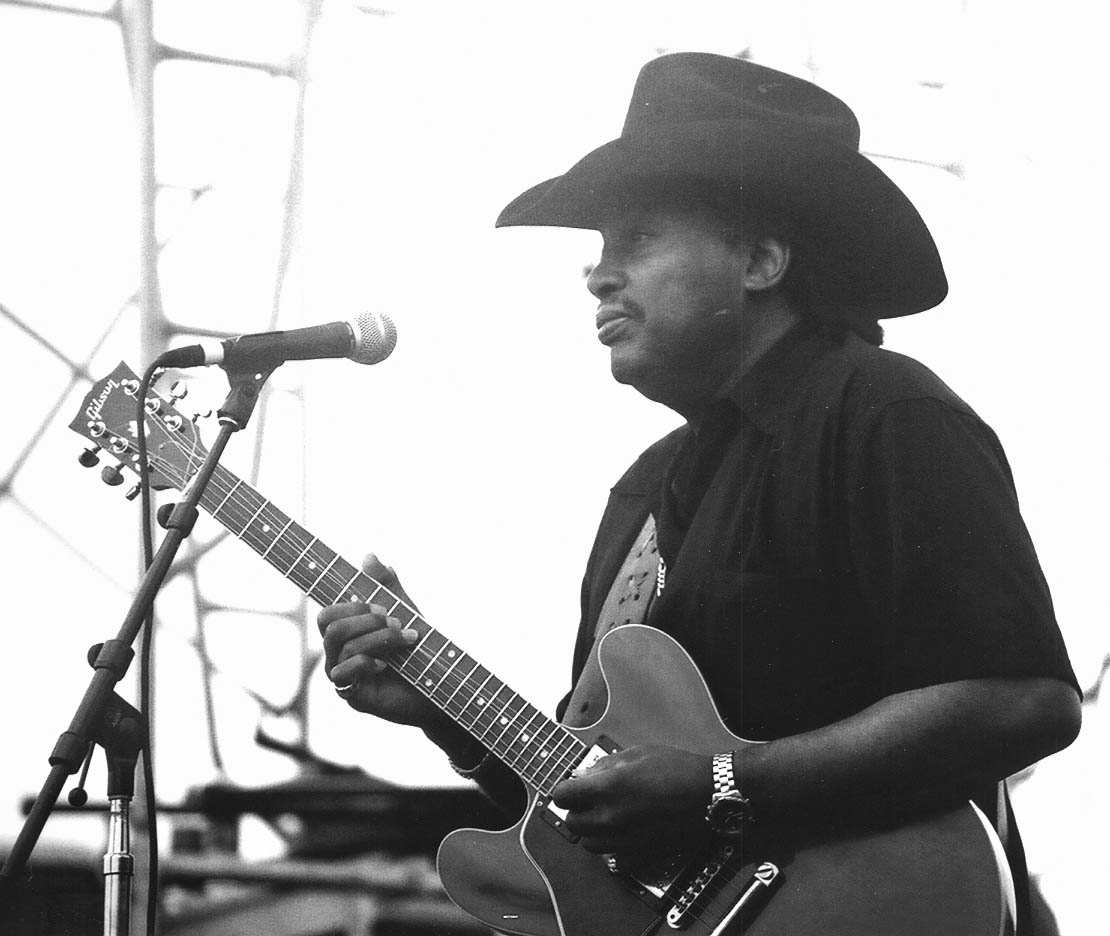
Otis Rush – pionier West Side Sound

W latach 60. to właśnie Brytyjczycy ulegli fascynacji bluesem. Alexis Korner, John Mayall czy członkowie zespołu The Rolling Stones zaprezentowali światu siłę bluesa. Muzyka, którą tworzyli, tzw. blues brytyjski, znacząco wpłynęła na rozwój rocka, czy nawet hard rocka, popularyzując jednocześnie bluesa. W USA na mniejszą skalę, taką rolę odnieśli biali miłośnicy i twórcy bluesa – Paul Butterfield i Mike Bloomfield (występowali m.in. z Bobem Dylanem), Johnem Hammondem, Canned Heat, Charliem Musselwhite’em.
Połowa lat 60. to również czas odrodzenia akustycznego bluesa. Wśród elity studenckiej modny stał się akustyczny, ludowy blues. Odkryto wówczas lub ponownie odnaleziono między innymi Sona House’a, Freda McDowella, Mississippi Johna Hurta, Lightnin’ Hopkinsa czy Big Joe Williamsa.

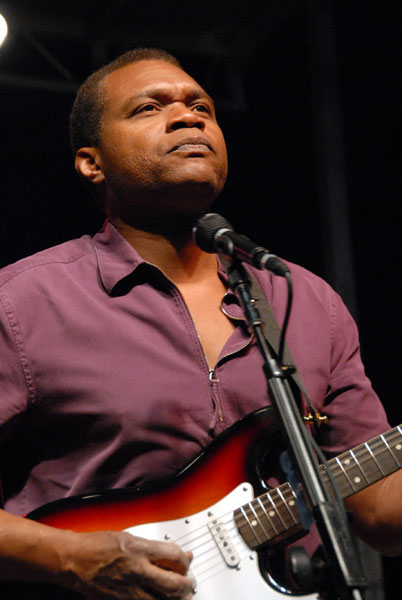
Robert Cray

Lata 70. to okres znaczącego spadku popularności bluesa. Aktywne były tylko najbardziej znane zespoły – Muddy’ego Watersa, B.B. Kinga, Alberta Kinga, Juniora Wellsa i kilku innych. Do stylistyki bluesowej coraz częściej włączano elementy funku, soulu i rocka.
Lata 80. to czas bluesowego odrodzenia. Przyczynili się do tego tacy artyści jak Stevie Ray Vaughan, Albert Collins, Robert Cray, The Fabulous Thunderbirds, ale także film Blues Brothers i muzycy wokół niego zgromadzeni.
Dominujący wpływ na obraz bluesa przełomu lat 80. i 90. miała pełna wirtuozerii twórczość Steviego Raya Vaughana. Wielu młodych muzyków próbowało go naśladować. Jego tragiczna, przedwczesna śmierć uczyniła go natychmiast legendą. Nowi fani bluesa dostrzegli potencjał estetyki bluesa. Skorzystało na tym wielu od dawna tworzących artystów obdarzonych niepospolitym talentem i własną wizją, np. Ronnie Earl, Duke Robillard czy John Campbell.
Za sprawą bardzo dobrze przyjętej płyty Erica Claptona Unplugged, pewnym zainteresowaniem zaczął cieszyć się ponownie blues akustyczny. Uznanie zdobyli m.in. Keb’ Mo, Eric Bibb, Rory Block.
W XXI wieku blues nadal, pomimo niechęci mediów, jest bardzo żywotny. Dostrzega się pewien eklektyzm stylistyczny. Artyści chętnie sięgają też do zaskakujących rejonów muzycznych – hip-hop i nowe brzmienia jak Chris Thomas King, R.L. Burnside, Corey Harris, Boo Boo Davis, muzyki różnych kultur Harry Manx (łączącego bluesa z muzyką hinduską), Corey Harris (muzyka jamajska, reggae, muzyka afrykańska). Częściej też stawiają na nastrój Otis Taylor, Kelly Joe Phelps, Sugarcane Collins.

## Style
Blues w swojej bogatej historii wykształcił mnogość stylów i regionalnych odmian. Do najważniejszych z nich należą:
- blues chicagowski (Chicago blues), z odmianą West Side blues
- blues klasyczny (classic blues), blues wykonywany w klubach przez kobiety w latach 20. i 30.
- blues wiejski (country blues)
- blues Delty (delta blues), źródłowy blues z Missisipi
- blues Wschodniego Wybrzeża z regionalną odmianą blues piedmoncki, (Piedmont blues)
- blues harmonijkowy (harp/harmonica blues)
- hokum blues
- blues luizjański, swamp blues
- współczesny blues elektryczny
- blues teksański
- blues elektryczny (electric blues)
- jump blues
- blues miejski (urban blues)
- blues Zachodniego Wybrzeża

## Forma
Klasyczny blues jest najczęściej formą 12-taktową (czasami spotyka się też budowę 16-taktową, rzadko 8-, 10- i 20-taktową). Zasadniczo opiera się na trzech podstawowych akordach systemu harmonicznego dur-moll: tonice, subdominancie i dominancie, lecz otwarty jest na nieograniczone możliwości interpretacyjne i improwizacyjne. Zbliżony w swej melodyce do potocznego języka angielskiego daje też olbrzymie możliwości w improwizowaniu tekstów śpiewanych przez artystę. Melodyczna skala bluesa charakteryzuje się w zapisie obniżonymi o pół tonu III, V, VII stopniem skali majorowej tworząc tzw. blue notes. W rzeczywistości bluesman używał blue notes, gdzie chciał. Wykonywany był zwykle na gitarze, pianinie, harmonijce lub nawet śpiewany a cappella.